# Toma de Zacatecas (1914)
La toma de Zacatecas fue un acontecimiento que formó parte de la Revolución mexicana. Tuvo lugar en Zacatecas el 23 de junio de 1914, y fue la ocasión en la que el general Francisco Villa venció a las fuerzas del entonces presidente Victoriano Huerta, lo que despejó el camino de las huestes revolucionarias (la División del Norte) hacia la Ciudad de México. Después de esta dura batalla, los federales ya no se pudieron recuperar. Fue una de las más sangrientas batallas de la Revolución mexicana.

Les rompimos la madre.    Coronel Montejo, narrador de esta gesta.

## Antecedentes
Zacatecas era una importante plaza en el México del siglo XIX. Sus ricos yacimientos de plata y sus minas la convertían en una de las principales productoras de este mineral en el país. Mucha de la vida social de México pasaba por Zacatecas antes de presentarse en la Ciudad de México o en cualquier otro lugar. Además, en Zacatecas se encontraban los principales cruces ferrocarrileros de la nación.[cita requerida]
Semanas antes, los generales Aregon y Pánfilo Natera, con sus seis mil hombres, habían intentado tomar sin éxito la ciudad del 9 al 13 de junio, por lo que Venustiano Carranza ordenó a Villa les enviara cinco mil efectivos de la División del Norte. Francisco Villa ofreció marchar al frente con toda la División. Venustiano Carranza, que temía el poder que había adquirido Villa, reiteró la orden. Villa amenazó con su renuncia. Carranza la aceptó, pero los generales de Villa se negaron a obedecer a otro jefe, acusaron a  Carranza de impolítico, anticonstitucional y antipatriótico, y decidieron atacar Zacatecas.

## Preámbulo
Espero que esta pelea la ganen sus cañones.: Pancho Villa a Felipe Ángeles.

Pancho Villa y Felipe Ángeles se preparaban para marchar con toda la División del Norte sobre Zacatecas. La vieja ciudad colonial era el último bastión del huertismo, y su caída significaba el paso franco a la Ciudad de México. En la madrugada del 17 de junio de 1914, desde Torreón, Coahuila, el general Felipe Ángeles comenzó a montar el grueso de su artillería en cinco trenes. A las 8 de la mañana la primera locomotora partió rumbo a Zacatecas, y con intervalos de 15 minutos salieron las demás. Villa y Ángeles deseaban, por encima de cualquier otra cosa, darle el tiro de gracia al régimen del usurpador Victoriano Huerta.
En 18 trenes militares la División del Norte, al mando de Felipe Ángeles, llegó a Calera, a veinticinco kilómetros de Zacatecas, el 19 de junio. Al día siguiente, sus unidades de infantería y de caballería tomaron posiciones al este de la ciudad, al norte y al sur. Las principales baterías de artillería se ubicaron en Fresnillo, desde donde podían alcanzar las defensas federales de los cerros El Grillo y la Bufa, al norte de la población. Colocaron baterías secundarias al sur del poblado. Las fuerzas desplazadas eran alrededor de 25 000 efectivos, con trenes-hospital y trenes de apoyo logístico, artillería y buenos rifles y pertrechos. Los federales atrincherados eran 12 500 hombres, con once piezas de artillería pesada y noventa ametralladoras; aguardaban un refuerzo de tres mil efectivos que nunca llegó.

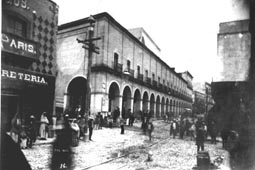
Portal de Rosales después de la batalla

En tanto se concentraban y posicionaban las fuerzas revolucionarias, hubo combates, pero la artillería villista no disparó a pesar de sufrir el fuego intermitente del enemigo, que le causó algunas bajas. El 22 de junio llegó Villa a dirigir la batalla. El enorme reflector colocado en el punto más alto del cerro de la Bufa iluminaba la ciudad de Zacatecas. El fin de este "faro" era ubicar las posiciones rebeldes y las piezas de artillería de Ángeles. Poco después del mediodía se hizo saber al general Ángeles que acababa de llegar el general Villa y que se dirigía hacia donde el primero se encontraba. Ángeles informó pormenorizadamente de cuanto había hecho y de lo que le sugerían sus observaciones personales.
Decidió el general Villa recorrer las posiciones y hacer, a su vez, un reconocimiento, por lo que se encaminaron hacia los lugares en que se hallaba emplazada la artillería. El coronel Engonzo, a quien encontraron en su puesto, ofreció guiarlos por caminos a cubierto. Examinaron los corrales de la mina de La Plata, y el general Villa dispuso que las baterías avanzaran durante la noche.
En la posición que ocupaba el capitán Quiries, el general Villa pudo observar el campo del futuro combate. Ordenó que la brigada Zaragoza relevara a la parte de la brigada Moleros que servía de sostén a la artillería, y se hizo desfilar a la primera por un camino oculto. El general Villa regresó a la hacienda de Moleros, en donde dio las últimas órdenes para la batalla que iba a principiar al siguiente día, pocas horas después, al disparo de un cañón.

## La batalla
El conflicto comenzó el 23 de junio de 1914. En la víspera, el general Ángeles retiró las piezas de artillería de sus posiciones originales y las emplazó en sitios imperceptibles y muy cerca de las líneas defensivas de los federales. Los últimos tres días convenció a los huertistas que ya tenía definidas sus posiciones. El disparo de un cañón a las diez de la mañana en punto anunció el inicio de la batalla. Los villistas avanzaron por los cuatro puntos cardinales intentando arrebatar a los federales sus posiciones en el cerro de la Bufa, el Grillo, la Sierpe, Loreto y el cerro de La Tierra Negra. Cuarenta cañones (28 por el norte y 12 por el sur) entraron en acción al mismo tiempo para apoyar el despliegue de la infantería, que ascendía presurosa por los cerros que rodeaban la ciudad.
La artillería de Ángeles inició el fuego sobre los bastiones federales, ubicados en los cerros. Villa lanzó ataques de caballería y de infantería en contra de las defensas que protegían la ciudad. Contra el pesado fuego de las ametralladoras y contra la artillería bien alineada, la División fue ganando terreno inexorablemente. Las pérdidas de Villa fueron cuantiosas, pero la artillería de Ángeles atrajo el fuego deliberadamente hacia sí misma, para que las fuerzas atacantes pudieran avanzar. 

...La artillería intimida; cuando el cañón truena, el enemigo se esconde y nuestra artillería avanza, y cuando el enemigo se atreve a asomar la cabeza, ya tiene a la infantería nuestra encima, y abandona apresurado la posición. ... ¡Qué satisfacción la de haber conseguido esta liga de las armas!. Felipe Ángeles

Tropas villistas irrumpieron en la ciudad desde la Estación del ferrocarril, pero fueron repelidos por el general Benjamín Argumedo y los llamados "colorados". Sin embargo, ante el empuje de los villistas, Argumedo tuvo que retirarse de la contienda, y huyó con sus tropas hacia la hacienda de Trancoso.
Los veintidós mil hombres de la División del Norte se movían en completa armonía bajo la dirección de Ángeles. El general había logrado la perfecta conjunción entre las brigadas del ejército villista. “La artillería obrando en masa –escribió Ángeles- y con el casi exclusivo objeto de batir y neutralizar las tropas de la posición que deseaba conquistar la infantería y ésta marchando resueltamente sobre la posición en donde la neutralización se realizaba. Las granadas estallaban encima de su punto de observación.
En medio del fuego de la fusilería, Ángeles tomó su caballo para cerciorarse del estado que guardaban otros puntos de la batalla. En camino a Loreto, encontró a Villa. Los cañones federales intentaban repelar a los revolucionarios; sus tiros, sin embargo, eran insuficientes.
Una granada explotó a escasos tres metros de donde se hallaban Ángeles y Villa observando el combate. El humo cubrió por algunos instantes a los dos jefes y a sus hombres. Cuando el humo desapareció había varios cadáveres mutilados. Para mala fortuna no había sido disparada por el enemigo. El proyectil era villista, explotó en manos de un artillero que preparaba su lanzamiento. Para evitar que los soldados entraran en pánico o pensaran en el riesgo que corrían al manejar las bombas, Ángeles gritó: “No ha pasado nada, hay que continuar sin descanso; algunos se tienen que morir, y para que no nos muramos nosotros es necesario matar al enemigo. “¡Fuego sin interrupción!”.
Alrededor de las dos y media, se capturaron las cimas que dominaban la ciudad, a las cuatro de la tarde cayó el cerro de El Grillo después de un rudo y sangriento combate, y a las seis, se abatió la posición de La Bufa. Los federales iniciaron su retirada en forma desorganizada. 
Los villistas tomaron la ciudad desde tres direcciones y, a pesar de sus grandes pérdidas, la superioridad numérica se impuso. Los federales, rodeados, trataron de encontrar una salida, algunos cientos pudieron escapar hacia Aguascalientes, destruyendo las vías del ferrocarril a su paso, pero la mayoría murieron acorralados entre fuego de enfilada y cruzado. 

A pesar de todo, las tropas federales lucharon encarnizadamente y, de hecho, combatieron hasta el último momento en condiciones muy adversas. Prueba de ello fue el número de generales que murieron en batalla.  Luís Garfias (Aspectos militares de la toma de Zacatecas)

Hacia las 5:40 de la tarde, el triunfo de la División del Norte estaba cerca. El enemigo abandonaba sus posiciones y huía de manera desorganizada. 

No los veíamos caer, pero lo adivinábamos. Lo confieso sin rubor, los veía aniquilar en el colmo del regocijo; porque miraba las cosas bajo el punto de vista artístico, del éxito de la labor hecha, de la obra maestra terminada. Y mandé decir al General Villa: ¡Ya ganamos, mi general! Y efectivamente, ya la batalla podía darse por terminada, aunque faltaran muchos tiros por dispararse. Felipe Ángeles

Unos minutos después, las tropas villistas tomaban posesión del cerro de la Bufa y del Grillo y poco a poco avanzaban sobre la ciudad. Las calles de Zacatecas presenciaron una de las peores matanzas de la revolución. Los revolucionarios acabaron con todos los soldados federales que encontraron a su paso. Saquearon casas, edificios y oficinas. En algunos casos arremetieron incluso contra la población civil. Los siete kilómetros que mediaban entre Zacatecas y la población de Guadalupe terminaron tapizados de cadáveres, lo que impidió el tránsito de carruajes. Las tropas villistas avanzaban poco a poco hacia las posiciones federales. Finalmente tomaron el cerro de la Bufa, con lo cual la trampa se cerró hacia el enemigo. Mientras tanto, Felipe Ángeles había mandado que un batallón tomara posiciones en el Cerro de la Virgen, cubriendo el camino real hacia Guadalupe, a fin de cortar la retirada a las fuerzas federales.
En uno de los edificios del centro de la ciudad se encontraba un joven oficial del ejército de Huerta. Su misión era defender el parque y las armas que se encontraban almacenadas ahí. Cuando los villistas entraron a la ciudad, el oficial supo que no tenía escapatoria. Esperó a que llegaran los revolucionarios, y cuando intentaron entrar hizo volar el edificio. Decenas de víctimas de ambos bandos quedaron entre los escombros de la vieja construcción.

### El Palacio Federal
Entre los acontecimientos destaca la destrucción del Palacio federal, mismo que dinamitaron, servía de arsenal, y la explosión mató a aproximadamente trescientos civiles, en su mayoría mujeres y niños, y causó además serios destrozos en los edificios aledaños, incluido el Teatro Calderón. Más civiles murieron por las explosiones provocadas para destruir edificios estatales y municipales.

## Final de la batalla
Al caer la noche la batalla estaba perdida para las fuerzas federales. Muchos soldados encontraron la muerte al tratar de huir de la ciudad, refugiados en casas y hospitales; sin embargo, fueron diezmados por los villistas, quienes no hacían distinción entre soldados y civiles. Esa noche muchas casas fueron objeto de vandalismo, saqueo y muerte de sus ocupantes. Fue hasta el día siguiente cuando Villa ordenó a sus tropas que detuvieran el saqueo, ante las quejas de los representantes civiles de la ciudad, por lo que mandó fusilar a algunos de los saqueadores, no sin antes haber quemado edificios de todo tipo.
Los resultados de la lucha fueron: cientos de civiles muertos y heridos; casi seis mil muertos y trescientos heridos de los federales; mil muertos y doscientos heridos de los revolucionarios; más de tres mil federales prisioneros, algunos de los cuales fueron fusilados, otros incorporados al ejército de Villa y otros más, liberados porque eran de leva. La ciudad, seriamente dañada. Equipo capturado: doce mil rifles, doce cañones, varias ametralladoras, nueve trenes y doce cañones montados en carros plataforma de ferrocarril.
Si bien se habla de una cifra oficial de ocho mil muertos, se calcula que en realidad fueron más de diez mil, pues los combates continuaron casa por casa, y se realizaron verdaderas masacres en hospitales e iglesias, donde se refugiaban tanto la población civil como las fuerzas federales. Las crónicas de la época hablan de que en el camino real "los muertos se acomodan a lo largo del camino, entre bestias, mujeres, soldados y niños".

## Consecuencias
Puede considerarse la toma de Zacatecas uno de los hechos más sangrientos de la Revolución mexicana. Para las fuerzas federales fue un golpe del que ya no se pudieron recuperar. En su huida, las fuerzas federales dinamitaron las vías férreas, con la finalidad de detener o al menos retrasar el avance de los revolucionarios hacia la Ciudad de México. En el sur, Zapata ya había tomado la ciudad de Chilpancingo, que era el último bastión federal en el sur, por lo que el ejército federal estaba totalmente derrotado. Villa no pudo ser el primero en llegar a la Ciudad de México, puesto que Carranza detuvo el envío de carbón para las locomotoras de la División del Norte. Esto permitió a los federales reorganizar sus fuerzas, en prevención de la batalla final.